# 골디락스와 곰 세 마리
"골디락스와 곰 세 마리"("Goldilocks and the Three Bears", 원제는 "곰 세 마리 이야기"(The Story of the Three Bears"))는 19세기 영국의 동화로, 세 가지 버전이 존재한다. 원래 버전의 이야기는 의인화된 세 마리 총각 곰이 집을 비운 사이, 숲속 집에 들어온 나쁘게 행동한 노파에 관한 이야기다. 노파는 곰의 죽을 먹고, 곰의 의자에 앉다 부수고, 곰의 침대에서 잠을 잔다. 곰들이 돌아와 노파를 발견하자, 노파는 깨어나서 창문 밖으로 뛰어 내리고 다시는 보이지 않았다. 두 번째 버전은 노파가 골디락스라는 이름의 어린 소녀로 바뀌고, 가장 잘 알려진 세 번째 버전에서는 총각 곰 세 마리가 세 가족으로 바뀌었다.
원래 무서운 구전 설화였던 이야기는 약간의 위협만 추가된 아늑한 가족 이야기로 재탄생했다. 이 이야기는 다양한 해석을 불러일으키며 영화, 오페라, 기타 미디어로 각색되었다. "골디락스와 곰 세 마리"는 영어권에서 가장 인기 있는 동화 중 하나이다.

## 줄거리

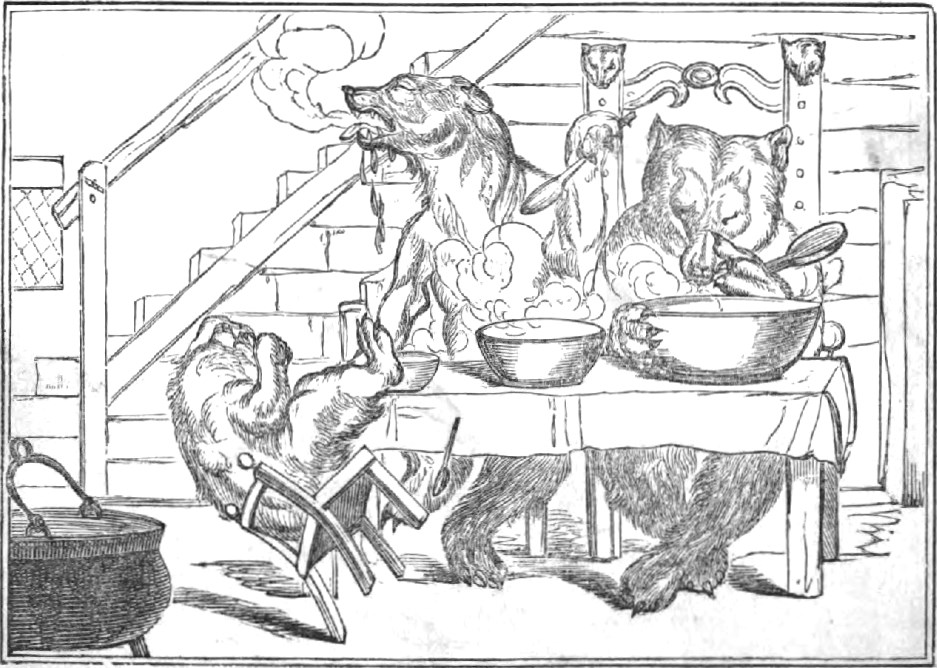
W. N. 라이트의 "곰 세 마리 이야기" 1938년 2판의 삽화.

로버트 사우디의 동화에서는 "조그맣고 작은 꼬마 곰, 중간 크기의 곰, 크고 거대한 곰" 등 의인화된 곰 세 마리가 숲 속의 한 집에서 함께 살고 있었다. 사우디는 곰들이 매우 착하고, 신뢰하며, 무해하고, 깔끔하고, 친절하다고 묘사했다. 이 총각 곰들은 각각 자신의 죽 그릇, 의자, 침대를 가지고 있었다. 어느 날, 곰들은 아침으로 죽을 끓였지만 너무 뜨거워 먹지 못하고, 죽이 식을 때까지 숲 속을 산책하기로 했다. 이때 한 노파가 곰의 집에 다가왔다. 노파는 집안의 망신거리라는 이유로 가족에게서 쫒겨났다. 노파는 뻔뻔하고, 나쁘고, 입이 거칠고, 추하고, 더럽고, 교도소에서 지내야 마땅할 부랑자였다. 노파는 창문 너머로 보고, 열쇠 구멍을 들여다보고, 걸쇠를 들어올렸다. 아무도 집에 없다는 것을 확인하고는 집에 들어갔다. 노파는 꼬마 곰의 죽을 먹고는, 꼬마 곰의 의자에 앉다가 의자를 부쉈다. 이리저리 돌아다니다 침대를 발견하고는 꼬마 곰의 침대에서 잠이 들었다. 곰들이 돌아오면서 이야기는 끝이 난다. 꼬마 곰은 빈 그릇과 부서진 의자, 그리고 자기 침대에서 자고 있는 노파를 발견하고는 "누군가 내 침대에 누워 있어!"라고 외쳤다. 노파는 깨어나 거대한 곰에 쫓겨  집 밖으로 쫓겨나 다시는 볼 수 없었다.

## 원본

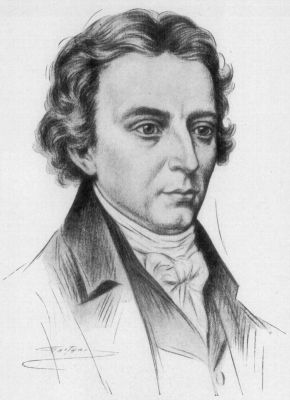
로버트 사우디

이 이야기는 잉글랜드의 작가이자 시인인 로버트 사우디가 처음으로 이야기 형태로 기록했으며, 1837년 "곰 세마리 이야기"라는 제목으로 익명으로 《닥터 (The Doctor)》라는 책에 처음 실렸다. 사우디의 이야기가 출간된 같은 해, 편집자 조지 니콜은 닥터의 익명의 작가를 "위대하고 독창적인 지은이"로 인정했다. 사우디는 니콜이 이야기를 더 널리 알려준 노력에 기뻐했으나, 어린이들이 닥터에서 이 이야기를 못 보고 넘어갈지 모른다고 걱정했다. 니콜의 버전은 B. 하트의 판화로 삽화가 그려졌으며, 1848년 사우디가 저자로 밝혀지면서 재발간되었다.
곰 세 마리 이야기는 사우디의 이야기가 출판되기 전에 유통되었다. 예를 들어, 1813년 사우디는 친구들에게 이야기를 들려 주었고, 1831년 엘리너 뮤어는 조카 호레이스 브룩의 생일에 세 마리 곰과 소파에 관한 수제 소책자를 만들어주었다. 사우디와 뮤어는 세부적인 면에서 달랐다. 사우디의 곰은 죽을 먹지만, 뮤어는 우유를 먹는다. 사우디의 노파는 집에 들어갈 동기가 없지만, 뮤어의 노파는 정중한 방문이 거절절당하자 호기심을 느낀다. 사우디의 노파는 발견되어 도망가지만, 뮤어의 노파는 세인트폴 대성당의 첨탑에 찔린다.
민속학자 이오나와 피터 오피(Iona and Peter Opie)는 "고전동화"(The Classic Fairy Tales)(1999)에서 "백설 공주"와 부분적 유사성이 있다고 지적했다. 길을 잃은 공주가 난쟁이들의 집에 들어가 음식을 맛보고 침대에서 잠이 드는 내용이다. 난쟁이들은 세 마리 곰과 비슷한 태도로 "누구낙 내 의자에 안아 있었어!", "누군가 내 접시를 먹어치웠어!", "누군가 내 침대에서 자고 있어!"라고 외친다. 오피 부부는 또한 곰 가죽을 입은 세 명의 러시아 왕자가 거주하는 동굴로 피신하는 공주에 관한 노르웨이의 이야기와도 유사하다는 점을 지적했다. 공주는 왕자들의 음식을 먹고 침대 밑으로 숨는다.
1865년 찰스 디킨스는 우리의 상호 친구에서 비슷한 이야기를 언급했지만, 이야기에서 곰의 집이 아닌 호브고블린의 집이었다. 그러나 디킨스의 언급은 아직 발견되지 않은 비슷한 이야기나 출처를 암시한다. 사냥 의식과 의례가 기원일 수 있다는 제안이 있었으나 기각되었다.
1894년 민속학자 조지프 제이콥스는 사우디의 이야기와 매우 비숫한, 곰과 대적하는 여우를 다룬 이야기인 "스크레이프풋"(Scrapefoot) 이야기를 발견되었는데, 사우디의 이야기보다 앞선 것으로 추정된다. 일부 출처에 따르면 1848년 삽화가 존 D. 배턴이 최소한 40년 전에 이 이야기의 다른 변종이 있다고 보고했다. 이 이야기에서 세 마리 곰은 숩 속의 성에 살고 있으며, 곰들의 우유를 마시고, 의자에 앉고, 침대에서 쉬는 "스크레이프풋"이라는 여우가 방문한다. 이 판은 초기의 여우와 곰 이야기에 속한다. 사우디는 아마도 스크레이프풋을 듣고 암여우를 뜻하는 "vixen"을 "심술궂은 노파"라는 동의어와 혼동했을 가능성이 있다. 하지만 노파 뿐 아니라 이야기 자체가 사우디에게서 비롯되었다는 주장도 있다.

## 이후 변형: 골디락스

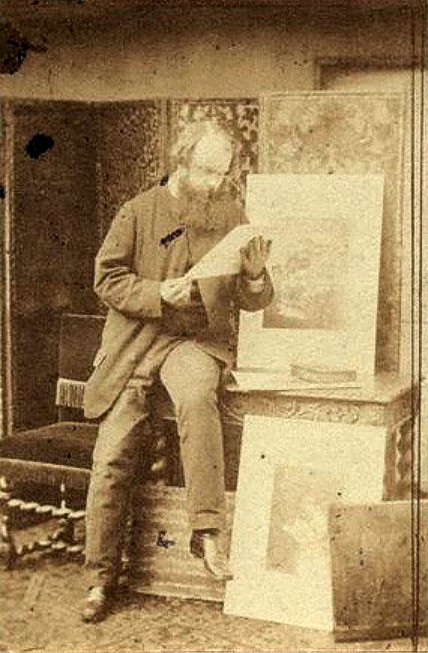
런던의 작가이자 편집자 조지프 쿤달은 침입자를 노파에서 소녀로 바꾸었다

사우디의 이야기가 출판된 지 12년 후, 조지프 쿤달은 그의 "Treasury of Pleasure Books for Young Children"에서 침입자를 못생긴 노파에서 예쁘고 작은 소녀로 바꾸었다. 그는 이 책의 첫머리에 삽입된 1849년 11월자 헌정 편지를 통해 그렇게 한 이유를 다음과 같이 설명했다.
"곰 세 마리 이야기"는 아주 오래된 동화지만, 위대한 시인 사우디의 이야기만큼 널리 알려진 것은 없습니다. (허락을 받고) 옮겨실은 이야기에서 나는 침입자를 노파 대신 어린 소녀로 바꾸기만 했습니다. 내가 이렇게 바꾼 것은 그 이야기가 "실버헤어"(Siver Hair)라는 이름으로 더 잘 알려져 있다는 것을 알게 되었고, 노파에 관한 다른 이야기들이 너무 많기 때문입니다.

어린 소녀가 이야기에 들어가고, 소녀는 남았다 – 아이들은 못생긴 노파보다는 이야기에서 매력적인 아이를 더 좋아한다고 제안했다. 이 어린 적수는 다음과 같은 이름이 붙여졌다. "할리퀸과 곰 세마리, 혹은 작은 실버헤어와 요정"(1853)의 실버헤어, "메이버 아줌마의 동화"(1858)의 실버록스(Silver-Locks), 조지 맥도널드의 "황금 열쇠"(1867)의 실버헤어(Silverhair), "프렌들리 아줌마의 동화책"(1868)의 골든헤어(Golden Hair) 등. 1904년 "전래 동화"에서 골디락스(Goldilocks)라는 이름이 처음으로 등장했다. 타타르 교수는 영국 작가 플로라 애니 스틸이 이 아이의 이름을 처음으로 붙였다고 밝혔다.
골디락스의 운명은 이야기에 따라 다양하다. 어떤 버전에서는 숲으로 달려가고, 어떤 버전에서는 곰에게 거의 잡아먹히지만 그녀의 어머니가 그녀를 구출하고, 어떤 버전에서는 착한 아이가 되겠다고 맹세하고, 어떤 버전에서는 집으로 돌아온다. 그녀의 운명이 무엇이든 간에 골디락스는 사우디의 떠돌이 노파보다 훨씬 낫고, 세인트폴 성당의 첨탑에 찔리는 뮤어의 노파보다 훨씬 더 낫다.
사우디의 수컷 곰 세 마리는 역시 수년간 그대로 남아있지는 않았다. 아빠곰, 엄마곰, 아기곰으로 바뀌었지만, 이 변화의 날짜는 논란이 되고 있다. 타타르는 1852년에 바뀌었다고 말하고,캐서린 브릭스는 1878년 루트리지가 출판한 '마더 구스의 동화'에서 바뀌었다고 암시했다. 1852년 "Aunt Fanny"에 의해 이 이야기가 출판되면서, 곰들은 이 이야기의 삽화에서는 한 가족이 되었으나 본문에서는 세 마리의 수컷 곰으로 남아 있었다.
1858년 디킨스의 버전에서 두 마리 큰 곰은 남매로, 작은 곰의 친구들이다. 이 배열은 전통적인 세 마리 수컷 곰에서 아버지, 어머니, 아이의 가족으로 진화한 것을 나타낸다. 1860년경의 출판물에서 곰들은 드디어 본문과 삽화에서 "늙은 아빠 곰, 엄마 곰, 어린 소년 곰"의 가족이 되었다.

## 같이 보기
- 빨간 두건
- 골디락스 원리